# Claudemir
Claudemir Domingues de Souza (Macaúbas, 27 maart 1988), spelend onder de naam Claudemir, is een Braziliaans profvoetballer die bij voorkeur centraal of rechts op het middenveld speelt. In januari 2020 verruilde hij SC Braga voor Sivasspor.

## Loopbaan als voetballer

### Jeugd in Brazilië
Claudemir kwam als jeugdspeler uit voor União São João EC, voor hij werd gescout door SE Palmeiras. Hier kende hij een slechte tijd en besloot bijna te stoppen met voetballen. In 2007 schreef hij zich, op aandringen van enkele vrienden, in voor de Copa São Paulo, het grootste jeugdtoernooi van Brazilië. Hier werd hij ontdekt door São Carlos FC, waarvoor hij debuteerde in het betaald voetbal.

### Carrière in Europa
In 2007 werd Claudemir door zaakwaarnemer Hans Coret, die ook de zaken van Leonardo behartigde, aangeboden bij SBV Vitesse. De club liet hem in december van dat jaar overkomen voor een oefenstage, waar hij al snel indruk maakte op trainer Aad de Mos. In februari tekende hij een vierjarig contract bij Vitesse. Bij Vitesse groeide hij eerst onder De Mos, later onder Hans Westerhof en Theo Bos, uit tot een vaste waarde in het elftal.
In 2010 stapte Claudemir over naar FC Kopenhagen, waarvoor hij vijf jaar zou spelen. Bij FC Kopenhagen kende hij een sterke periode, waarin hij tweemaal kampioen werd en eenmaal de Deense voetbalbeker won. 
In januari 2015 stapte hij over naar Club Brugge, waar hij een contract tot medio 2017 tekende. In 2015 won hij met Club direct de Beker van België. In het seizoen 2015-2016 werd hij met Club, onder leiding van trainer Michel Preud'homme, kampioen van België. In de zomer van 2016 verlengde hij zijn contract tot 2019.

## Statistieken
| Seizoen | Club          | Competitie                | Wed. | Goals |
| ------- | ------------- | ------------------------- | ---- | ----- |
| 2006/07 | São Carlos FC | Campeonato Paulista       | ?    | ?     |
| 2007/08 | São Carlos FC | Campeonato Paulista       | ?    | ?     |
| 2007/08 | Vitesse       | Eredivisie                | 9    | 3     |
| 2008/09 | Vitesse       | Eredivisie                | 33   | 2     |
| 2009/10 | Vitesse       | Eredivisie                | 34   | 4     |
| 2010/11 | FC Kopenhagen | Superligaen               | 32   | 4     |
| 2011/12 | FC Kopenhagen | Superligaen               | 24   | 2     |
| 2012/13 | FC Kopenhagen | Superligaen               | 31   | 2     |
| 2013/14 | FC Kopenhagen | Superligaen               | 30   | 1     |
| 2014/15 | FC Kopenhagen | Superligaen               | 14   | 1     |
| 2014/15 | Club Brugge   | Eerste klasse             | 11   | 1     |
| 2015/16 | Club Brugge   | Eerste klasse             | 26   | 2     |
| 2016/17 | Club Brugge   | Eerste klasse             | 33   | 1     |
| 2017/18 | Al-Ahli       | Saudi Professional League | 20   | 2     |
| 2018/19 | SC Braga      | Primeira Liga             | 30   | 2     |
| 2019/20 | SC Braga      | Primeira Liga             | 3    | 0     |
| TOTAAL  | TOTAAL        | TOTAAL                    | 330  | 27    |

Bijgewerkt t/m 8 september 2019

## Erelijst
| Competitie          |               |                  |               |               |
| Competitie          | Aantal        | Jaren            |               |               |
| FC Kopenhagen       | FC Kopenhagen | FC Kopenhagen    | FC Kopenhagen | FC Kopenhagen |
| ------------------- | ------------- | ---------------- | ------------- | ------------- |
| Deens landskampioen | 2x            | 2010/11, 2012/13 |               |               |
| Deense voetbalbeker | 1x            | 2011/12          |               |               |
| Club Brugge         |               |                  |               |               |
| Kampioen België     | 1x            | 2015/16          |               |               |
| Beker van België    | 1x            | 2015             |               |               |
| Belgische Supercup  | 1x            | 2016             |               |               |